# 風丸良彦
風丸 良彦（かざまる よしひこ、1958年12月26日 - ）は、日本のアメリカ文学者、文芸評論家、盛岡大学文学部英語文化学科教授。
東京都新宿区出身。上智大学外国語学部英語学科卒業。現代アメリカ文学を専門とするが、村上春樹の研究も行っている。

## 略歴
- 1981年 上智大学外国語学部英語学科卒業、紀伊國屋書店に入社し洋書仕入部に配属される。
- 1982年 サンフランシスコの紀伊國屋書店アメリカに勤務。
- 1989年 紀伊國屋書店新宿本店情報事業本部（企画開発）配属、以後2006年までネットビジネス部、総務部（企画広報）を歴任。
- 1990年「カーヴァーが死んだことなんてだあれも知らなかった～極小主義者たちの午後」が第33回群像新人文学賞（評論部門）の優秀作に選ばれる。
- 1991年「ifeel読書風景」（紀伊國屋書店発行）編集長（2006年まで）。
- 2002年 東海大学文学部文芸創作学科非常勤講師（2013年まで）。
- 2006年 紀伊國屋書店退社、盛岡大学文学部助教授。
- 2010年 盛岡大学文学部教授。

## 著書
- 『カーヴァーが死んだことなんてだあれも知らなかった～極小主義者たちの午後』（1992年、講談社）
- 『越境する「僕」』（2006年、試論社）
- 『村上春樹短篇再読』（2007年、みすず書房）
- 『遠野物語再読』（2008年、試論社）
- 『村上春樹<訳>短篇再読』（2009年、みすず書房）
- 『集中講義『1Q84』』（2010年、若草書房）
- 『アメリカ文化の問題史的考察』（2011年、若草書房）